# Slag bij Hysiae
De Slag bij Hysiae was een slag die plaatsvond in 417 v.Chr. tijdens de Peloponnesische Oorlog. Deze slag, die werd gevochten tussen Sparta en Argos, volgde op de beslissende nederlaag voor de Argeïsche Liga in de Slag bij Mantinea het jaar daarvoor.
Agis II viel het Argeïsche grondgebied in 417 v.Chr. binnen wegens de val van de pro-Spartaanse factie in Argos dankzij de interventie van de Atheners onder Alcibiades. Agis vernietigde het leger van Argos, maar nam de stad zelf niet in; ze vernietigden de muren rond de stad. Hierna nam hij Hysiae in en executeerde elke mannelijke inwoner.
Nadat ze Hysiae hadden vernietigd lieten de Spartanen een garnizoen achter in Orneae als een verdediging tegen Argos en verliet Argolis. Athene stuurde naar de Argiven een vloot van 40 triremen en 1200 hoplieten om dit garnizoen aan te vallen.